# ايلينا ايروريتا
إلينا إيوريتا أزانزا ((بالإنجليزية: Elena Irureta)(مواليد 30 يوليو 1955)، ممثلة إسبانية من إقليم الباسك. شاركت في العديد من البرامج التلفزيونية باللغتين الباسكية والإسبانية.

## حياتها
وُلدت إلينا إيوريتا أزانزا في زومايا (غيبوثكوا) في 30 يوليو 1955. أصبحت ممثلة مسرحية محترفة بعد تخرجها من مدرسة أنتزيرتي للفنون الدرامية في سان سيباستيان.
ظهرت إيوريتا في أفلام مثل النار الأبدية (Fuego eterno)، والراهبة القبطانية (La monja alférez)، والبحر أزرق (El mar es azul)، والأم الميتة (The Dead Mother)، ومرحبًا، هل أنتِ وحدك؟ (Hola, ¿estás sola?)، والسنجاب الأحمر (La ardilla roja).
اشتهرت في التلفزيون الباسكي، حيث أدت أدوارًا في مسلسلات مثل بي إتا بات (Bi eta bat)، وبيني إتا ماريني (Beni eta Marini)، وجاون إتا جابي (Jaun eta Jabe).
بعد أدائها أدوارًا ثانوية في مسلسلات إسبانية واسعة الانتشار مثل عند مغادرة الفصل (Al salir de clase)، وصحفيون (Periodistas)، والأخوات (Hermanas)، حققت نجاحًا كبيرًا في التلفزيون من خلال دورها الذي استمر لـ11 موسمًا كـلورا هورتادو (Laura Hurtado) في المسلسل التلفزيوني المفوض (El comisario).

## فيلموغرافيا
التلفاز
| السنة     | الاسم الأصلي                  | العنوان بالعربية   | الدور                 | الملاحظات                          | المرجع      |
| --------- | ----------------------------- | ------------------ | --------------------- | ---------------------------------- | ----------- |
| 1997–1998 | Al salir de clase             | عند مغادرة الفصل   | سوكورو                |                                    | [ 8 ] [ 9 ] |
| 1999–2008 | El comisario                  | المفوض             | لورا هورتادو          | 11 موسمًا                           | [ 5 ]       |
| 2003–2009 | Martin [eu]                   | مارتن              | مارتا بينغويتكسيا     |                                    | [ 8 ]       |
| 2009      | Los misterios de Laura        | ألغاز لورا         | فيكتوريا كوندي        | دور متكرر. 6 حلقات                 | [ 8 ]       |
| 2009–2010 | Hospital Central              | المستشفى المركزي   | كانديلا               |                                    | [ 7 ]       |
| 2010      | La isla de los nominados [es] | جزيرة المرشحين     | كوكي أورتيز دي زوبيري |                                    | [ 10 ]      |
| 2010      | Felipe y Letizia [es]         | فيليبي وليتيثيا    | باميلا روكاسولانو     | فيلم تلفزيوني عرض كمسلسل من حلقتين | [ 7 ]       |
| 2013      | El tiempo entre costuras      | الزمن بين الخياطات | السيدة مانويل         |                                    | [ 11 ]      |
| 2014      | Ciega a citas                 | عمياء عن المواعيد  | ماروتشي               |                                    | [ 7 ]       |
| 2015      | Algo que celebrar             | شيء للاحتفال       | كونشا                 |                                    | [ 7 ]       |
| 2016      | Eskamak kentzen [es]          | إزالة القشور       | شوليه                 |                                    | [ 7 ]       |
| 2017      | Allí abajo                    | هناك في الأسفل     | روزاماري              |                                    | [ 7 ]       |
| 2020      | Patria                        | الوطن              | بيتوري                |                                    | [ 7 ]       |
| 2023      | Tú también lo harías          | أنت ستفعلها أيضًا   | مارغا                 |                                    | [ 12 ]      |

## جوائز و ترشيحات
| السنة | الجائزة               | الفئة                        | العمل  | النتيجة | المرجع |
| ----- | --------------------- | ---------------------------- | ------ | ------- | ------ |
| 2021  | جوائز فوركي الـ26     | أفضل ممثلة في مسلسل تلفزيوني | باتريا | فازت    | [ 13 ] |
| 2021  | جوائز فيروز الثامنة   | أفضل ممثلة رئيسية في مسلسل   | باتريا | فازت    | [ 14 ] |
| 2021  | جوائز بلاتينو الثامنة | أفضل ممثلة تلفزيونية         | باتريا | فازت    | [ 15 ] |